# ナンバーワン (テレビドラマ)
『ナンバーワン』は、2001年12月27日にTBSにて放映されたテレビドラマで、超豪華年末ドラマスペシャルとして放映された。

## ストーリー
窪塚演じる荒木竜之介が多額の債務のため、ホストになって働きはじめる。ホストクラブ「club NO.1」での物語。

## 出演者
荒木竜之介
演 - 窪塚洋介
運送業を営んでいたが、とある事情からホストになる。喧嘩が滅法強い。
大貫一之
演 - ユースケ・サンタマリア
「club NO.1」のナンバー2ホスト。顔でなく、話術で勝負するホスト。
岸小百合
演 - 岡本綾
十馬の幼馴染。大貫にナンパされ、困っているところで竜之介に助けられる。
橘十馬
演 - 坂口憲二
「club NO.1」ナンバー3ホスト。医大生。
早乙女旭
演 - モト冬樹
「club NO.1」店長。かつてはニコラスという源氏名でナンバー1ホストだった。
三宅よしえ
演 - 江角マキコ
小春
演 - 矢沢心
矢田部健三
演 - 陣内孝則
夢野狂夜
演 - 反町隆史
ライバル店のナンバー1ホスト。
雅
演 - 河村隆一
「club NO.1」ナンバー1ホスト。
森清司
演 - 平田満
富永宗次郎
演 - 西村雅彦
「club NO.1」オーナー。

## スタッフ
- 脚本 - 金子ありさ
- 演出 - 中島悟
- 音楽 - 河村隆一
- プロデューサー - 和田豊彦、井上倫子
- 制作 - AVEC、TBS